# تسلیم (رمان)
تسلیم (فرانسوی: Soumission‎) یک رمان از نویسنده فرانسوی میشل ولبک است. چاپ فرانسوی کتاب در تاریخ ۷ ژانویه ۲۰۱۵، توسط فلاماریون منتشر شد. کتاب ۳۰۰ صفحه‌ای تسلیم با درونمایه‌ای اجتماعی و سیاسی، ششمین رمان میشل اوئلبک است که وضع سیاسی فرانسه در سال ۲۰۲۲ را روایت می‌کند. اثری که برخی آن را جسارت ادبی و گروهی دیگر نژادپرستانه و اسلام‌هراسانه دانسته‌اند.

## داستان
راوی رمان فرانسوا، استاد ادبیات میانسال در پاریس 3 و متخصص در Huysmans است، که در سال 2022 احساس می‌کند در پایان زندگی عاطفی و جنسی خود است - که عمدتاً از روابط یک ساله با دانشجویانش تشکیل شده است. سالها از انجام کار او در دانشگاهی می‌گذرد. فرانسه در چنگال بحران سیاسی است - برای جلوگیری از پیروزی جبهه ملی راست گرا، سوسیالیست‌ها با حزب تازه تاسیس اخوان المسلمین متحد می‌شوند. آنها محمد بن آبس، نامزد جذاب اسلامی را برای ریاست جمهوری در برابر مارین لوپن، رهبر جبهه ملی پیشنهاد می‌کنند. والدین دوست دختر جوان و جذاب یهودی فرانسوا، میریام، در ناامیدی از وضعیت سیاسی در حال ظهور و اجتناب ناپذیر بودن یهودستیزی و تبدیل آن به یک نیروی اصلی در سیاست فرانسه به سر می‌برند، به اسرائیل مهاجرت کرده و او را با خود همراه می کنند. مادر و پدر فوت می‌کنند. او می‌ترسد که به سمت خودکشی می‌رود و به صومعه‌ای در شهر Ligugé پناه می‌برد. همچنین قهرمان ادبی او، هیزمنز، عضوی غیر روحانی شد.
بن آبس در انتخابات پیروز شده و رئیس جمهور فرانسه می‌شود. او کشور را آرام می‌کند و تغییرات گسترده‌ای را در قوانین فرانسه اعمال می‌کند، سوربن را خصوصی می‌کند، در نتیجه فرانسوا را با حقوق بازنشستگی کامل بی‌کار می‌کند، زیرا اکنون فقط مسلمانان مجاز به تدریس در آنجا هستند. او همچنین به برابری جنسیتی پایان می‌دهد و چندهمسری را مجاز می‌کند. چند تن از همکاران فرانسوا که از نظر فکری پایین‌تراند، با گرویدن به اسلام، مشاغل خوبی پیدا می‌کنند و با همسران جوان جذاب ازدواج می‌کنند. رئیس‌جمهور جدید برای گسترش اتحادیه اروپا به شمال آفریقا، شام و ترکیه، با هدف تبدیل آن به یک امپراتوری روم جدید با رهبری فرانسه که اکنون اسلامی شده است، تلاش می‌کند. در این جامعه جدید و متفاوت، با حمایت سیاستمداران قدرتمند، رمان با آماده شدن فرانسوا برای گرویدن به اسلام و چشم انداز زندگی دوم و بهتر، با شغلی معتبر و انتخاب همسران برای او به پایان می‌رسد.